# محافظة تيفليس
محافظة تيفليس (بالروسية:Тифлисская губернія ، بالجورجية:თბილისის გუბერნია) إحدى محافظات الإمبراطورية الروسية تقع في منطقة القوقاز، عاصمتها تيفليس (حاليا تبليسي)، كانت محافظة تيفليس عام 1897 تمتد على مساحة تبلغ 44,607 كيلو متر مربع بعدد سكان اجمالي يصل إلى 1,051,032 غالبتهم من الجورجيين والأرمن والأذر والروس.

## أعلام
- نوح أداميا